# Lírica coral
A poesia lírica coral refere-se à poesia grega, que foi realizada em coros, inicialmente para o acompanhamento de uma lira. A poesia lírica coral arcaica foi realizada por coros de ambos os sexos em festas religiosas públicas ou eventos de famílias importante. A extensão da poesia lírica coral arcaica vai do poeta Álcman, no século VII a.C., para Timóteo de Mileto no início do quarto século antes da nossa era.
Os subgêneros de poesia lírica coral foram:
- A música de casamento - epitalâmio (epithalamion) ou himeneu (hymenaios);
- O hipórquema, canto acompanhado de dança agitada;
- O lamento ou pranto - trenodia (threnos);
- O cântico de triunfo ou agradecimento aos deuses (geralmente, a Apolo) -  peã (paian);
- A música de donzelas virgens (partheneion);
- O cântico processional (prosodion);
- O hino (hymnos), em glorificação ou adoração aos deuses;
- O cântico em louvor a Dioniso, o ditirambo (dithyrambos).

Um pouco mais tarde foram adicionados:
- Elogio para as pessoas - encômio (enkomion);
- Música em uma festa ou simpósio (skolion);
- Elogio aos feitos dos atletas - o epinício (epinikion).

O poeta lírico escrevia os poemas e a música para o acompanhamento de lira. Um poeta lírico, podia, também, fazer seu próprio acompanhamento musical, usando uma lira, embora um coral lírico necessitaria da participação de um coro. Um poeta elegíaco, ao contrário, não poderia acompanhar-se de instrumento, porque não podia cantar e tocar tubos ao mesmo tempo.

## Poetas corais mais importantes
Os mais importantes poetas líricos corais foram Píndaro, Baquílides e Simónides de Ceos (três autores cuja maioria da sua obra é composta por epinícios), e (mais antigos) são Álcman de Esparta, Estesícoro de Hímera e Íbico de Régio.